# 新薬承認申請

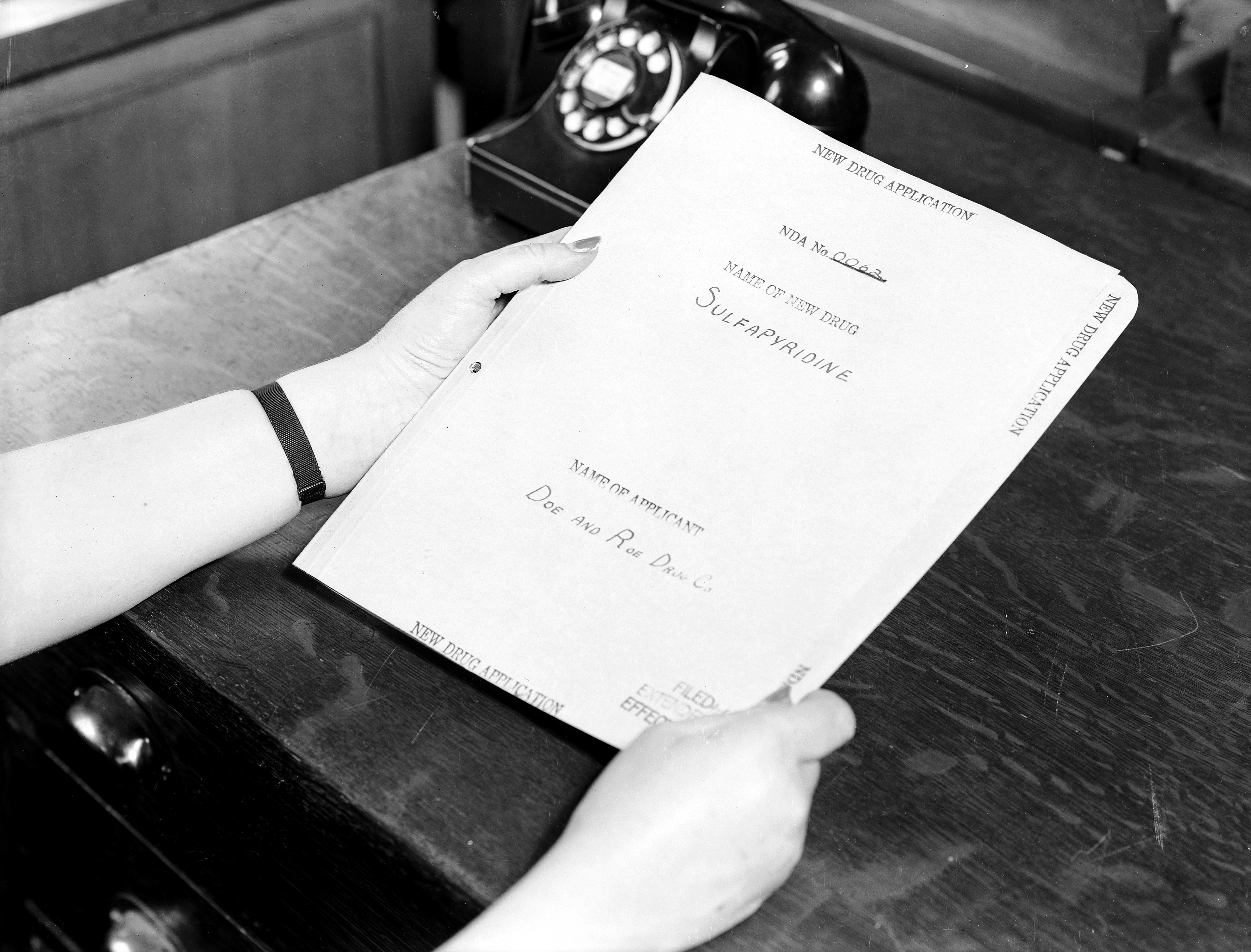
米国食品医薬品局（FDA）へ提出されたスルファピリジンの新薬承認申請書（1930年代）

新薬承認申請（しんやくしょうにんしんせい、英: New Drug Application、NDA）は、医薬品提供者が、新薬の製造および販売の認可を規制当局に正式に提案することである。日本では厚生労働省（医薬品機構、PMDA）を通じて、また米国では食品医薬品局（FDA）を通じて行われる。新薬候補は数年にわたる医薬品開発の全プロセスを経て、成功すればNDAが承認される。
NDAの目的は、規制当局の審査官が候補薬剤の完全な履歴を確立するために十分な情報を提供することである。申請書に必要な事項は次のとおりである。
- 特許および製造に関する情報。
- 指示通りに使用した場合の医薬品の安全性と、提案された用途に対する特定の有効性。
- 治験審査委員会による、完了した臨床試験の設計、服薬遵守、および結論に関する報告書。
- 乱用に対する薬剤感受性。
- 提案されたラベル（添付文書）および使用説明書。

このプロセスの例外として、米国の一部の州における医療用大麻に対する有権者主導の法制定があげられる。
以下では、米国FDAにより定められた仕組みを説明するが、日本でもほぼ同様の手順が踏まれている。

## 前臨床試験
米国において、人間を対象とした合法的な試験を行うには、メーカーは最初にFDAから治験薬 (en:英語版) （Investigational New Drug、IND）の指定を受ける必要がある。この申請は通常、in vivoとin vitroの実験室での安全性試験を組み合わせた非臨床データに基づいて行われ、その薬剤が人間で試験するのに十分な安全性を持つことを示している。多くの場合、承認申請される「新薬」には、新規化学物質や、薬理効果の違いや副作用を軽減するために化学的に改良された既知の薬物が含まれる。

## 臨床試験
承認のための法的要件は、管理された臨床試験を通じて実証された有効性の「実質的な」証拠である。この基準は医薬品の規制プログラムの中核をなしている。提出されるデータは、厳密な臨床試験から得られたものでなければならない。
臨床試験は通常、次の3つの相（フェーズ、段階）で実施される。
- 第1相： 低用量での安全性を確認するために、20-100人の健康なボランティアで薬の試験を行う。候補薬の約70%が第2相に進む。
- 第2相： 対象となる疾患を持つ最大数百人の患者を対象に、有効性と安全性の両方について試験を行う。 候補薬の約3分の2は、薬剤が期待されるほど有効でなかったため、第2相臨床試験で失敗する。
- 第3相： 通常、数百人から数千人の対象疾患の患者を対象とした二重盲検プラセボ対照試験を行い、薬剤の特定の有効性を試験する。 第3相で成功する医薬品候補は30%以下である。
- 第4相： これらは、承認された市販薬の有効性と安全性の監視を目的とした、薬を服用している数千人の患者を対象とした医薬品市販後監視（英語版）である[7]。

多くの医薬品に有害な副作用があることから、安全性と有効性に関する法的要件は、医薬品の有益性が危険性を上回り、使用上の適切な指示が存在するという科学的根拠が必要であると解釈されている。
重篤な疾患（癌など）に対して承認された多くの医薬品は、重篤で生命を脅かしうる副作用を有している。アスピリンのような比較的安全でよく理解されている一般用医薬品でさえ、誤って使用すると危険な場合がある。

## 実申請
治験プログラムの結果は、製品ラベル、添付文書、または全処方情報と呼ばれるFDA承認の公開文書に成文化される。その処方情報は、ウェブ、FDA、医薬品メーカーから広く入手可能で、医薬品パッケージに挿入されることも多い。医薬品の添付文書の主な目的は、医療提供者に医薬品を安全に使用するための適切な情報と指示を提供することである。
NDAで求められる文書は、『臨床試験中に何が起こったか、薬の成分は何か、動物実験の結果、薬が体内でどのように作用するか、薬の製造・加工・包装の方法など、薬の全容を伝えるもの』とされている。現在、FDAの決定プロセスは透明性を欠いているが、新薬のベネフィット・リスク評価を標準化する取り組みが進められている。NDAの承認が得られると、その日から国内で新薬を合法的に販売することができる。
2009年、FDAに提出されたNDA原本のうち、131件中94件（72％）が電子的なeCTD形式であった。
申請書が提出されると、FDAは60日以内に予備審査を行い、NDAが「実質的な審査を行うために十分な完成度」を持っているかどうかを評価する。FDAが、NDAが不完全であると判断した場合（理由は、申請書の単純な管理上の誤りから、試験の再実施の要求までさまざま）、FDAは申請者に登録拒否を送付し、申請書が要件を満たさない場所を説明し、その申請を拒否する。実質的な理由で申請が許可できない場合、FDAは非承認通知を発行する。
FDAは、すべてが受け入れられると判断した場合、NDAが標準審査か優先審査かを決定し、申請書の受理と審査の選択を74日レターと呼ばれる別の通信で通知する。標準審査では約10ヶ月、優先審査では6ヶ月以内にFDAの決定が下される。

## 類似製品の要件
ワクチンや治療で使用される多くの組換えタンパク質などの生物製剤の場合、一般的にNDAではなく生物製剤承認申請（Biologic License Application、BLA）を通じてFDAによって承認される。生物製剤の製造は、それほど複雑ではない化学物質の製造と比較して根本的に異なるものと考えられており、やや異なった承認プロセスを要する。
すでに他のメーカーからNDAで承認されている後発医薬品（ジェネリック医薬品）の場合、簡略新薬承認申請（Abbreviated New Drug Application、ANDA）で承認されるが、これは新薬のNDAで通常必要とされる臨床試験のすべてを必要としない。組換えタンパク質の大部分を含むほとんどの生物製剤は、米国の現行法ではANDAの対象外であると見なされる。しかし、生合成インスリン、成長ホルモン、グルカゴン、カルシトニン、ヒアルロニダーゼなどの少数の生物製剤は、後に公衆衛生法の一部としてバイオテクノロジー医薬品を規制する法律が可決されたときにすでに承認されていたので、連邦食品医薬品化粧品法の統治下で既得権者除外条項となった。
動物に使用することを目的とした医薬品の場合、FDA内の別のセンターである動物用医薬品センター（CVM）へ、新規動物用医薬品申請書（New Animal Drug Application、NADA）として提出される。これらは、食用動物への使用と、その薬物を投与された動物からの食物への影響の可能性についても特別に評価される。

## 参照項目
- 医薬品開発 - 新しい医薬品を市場に投入するための一連の段階
- 逆利益法（英語版）- 新薬の有効性と有害性の比率は、薬が販売された範囲と反比例するという経験則
- 治験薬  (en:英語版) - 医薬品の販売申請が承認される前に、ヒト臨床試験を開始するための申請
- キーフォーバー・ハリス修正法（英語版）- 1962年、連邦食品・医薬品・化粧品法の修正（例：有効性の証拠も必要とする）
- 医療品規制 - 各国でのルール